# Aleuas roraimae
Aleuas roraimae är en insektsart som beskrevs av Frédéric Carbonell 1973. Aleuas roraimae ingår i släktet Aleuas och familjen gräshoppor. Inga underarter finns listade i Catalogue of Life.